# Vassili Txuikov
Vassili Txuikov (rus: Василий Иванович Чуйков)  (Serébrianie Prudí, 31 de gener de 1900 (Julià) - Moscou, 18 de març de 1982), non complet amb patronímic Vassili Ivànovitx Txuikov, fou tinent general de l'Exèrcit Roig de la Unió Soviètica durant la II Guerra Mundial, i dues vegades Heroi de la Unió Soviètica. Després de la guerra va ser ascendit a Mariscal de la Unió Soviètica.

## Biografia
Provenia d'una família nombrosa camperola amb dotze fills, que vivia a la vila de Serebriani Prudi, a l'óblast de Moscou.
S'uní a l'Exèrcit Roig durant la Revolució de 1917, per a estudiar posteriorment a l'Acadèmia Militar Frunze. Txuikov serví durant l'ocupació soviètica de Polònia Oriental de 1939 i a la Guerra d'Hivern de 1940 entre la Unió Soviètica i Finlàndia. Després va ser enviat a la Xina com a assessor de Chiang Kai-shek.
Al maig de 1942 se li concedí el comandament del 62è Exèrcit a la batalla de Stalingrad. El 62è Exèrcit va ser ascendit a 8è Exèrcit de la Guàrdia per la seva actuació a la victòria de Stalingrad. Txuikov comandà el 8è Exèrcit de la Guàrdia al Front Belarús i dirigí el seu avanç cap a Polònia, encapçalant finalment l'ofensiva soviètica a la batalla de Berlín d'abril de 1945. Va ser al seu post de comandament que arribaren un grup d'oficials alemanys, entre els quals hi havia el general Krebs, amb bandera blanca, per sol·licitar un armistici. La resposta va ser "Res de condicions, només la capitulació". Va ser al post de comandament de V. I. Txuikov el 2 de maig de 1945 que el cap de la guarnició de Berlín, el general Weidling va signar la rendició de les tropes alemanyes i es va rendir juntament amb les restes de la guarnició.
Després de la guerra, Txuikov romangué a Alemanya, i serví posteriorment com a Comandant en Cap del Grup de Forces Soviètiques a Alemanya des de 1949 i fins a 1953, quan va ser nomenat Comandant del Districte Militar de Kíev. Va ser en ací que rebé l'ascens a Mariscal de la Unió Soviètica. Entre 1960 i 1964 va ser Comandant en Cap de les Forces de Terra de l'Exèrcit Roig. També serví com a Cap de la Defensa Civil des de 1961 fins al seu retir el 1972. Des del 1961 i fins a la seva mort va ser membre del Comitè Central del Partit Comunista de la Unió Soviètica.
Va ser enterrat, segons els seus desigs, al turó de Mamàiev, a Stalingrad, prop de les fosses comunes dels seus soldats. Va ser el primer Mariscal de la Unió Soviètica enterrat fora de Moscou.

## Condecoracions
- Heroi de la Unió Soviètica (2)
- Orde de Lenin (9)
- Orde de la Revolució d'Octubre
- Orde de la Bandera Roja (5)
- Orde de Suvorov (3)
- Orde de l'Estrella Roja
- Medalla del 20è Aniversari de l'Exèrcit Roig
- Medalla de la defensa de Stalingrad
- Medalla per l'Alliberament de Varsòvia
- Medalla per la Conquesta de Berlín
- Medalla de la victòria sobre Alemanya en la Gran Guerra Patriòtica 1941-1945
- Medalla del 30è Aniversari de l'Exèrcit i l'Armada Soviètics
- Medalla del 40è Aniversari de les Forces Armades Soviètiques
- Medalla del 50è Aniversari de les Forces Armades Soviètiques
- Medalla del 20è Aniversari de la Victòria en la Gran Guerra Patriòtica
- Medalla del 800è Aniversari de Moscou
- Orde Virtuti Militari (Polònia)
- Creu del Servei Distingit (EUA)